# Assemblea Democràtica d'Eivissa i Formentera
Assemblea Democràtica d'Eivissa i Formentera fou la secció pitiüsa de la Junta Democràtica d'Espanya creada el 1975 com a aglutinador de partits, entitats i persones de l'oposició al franquisme i dur a terme una transició democràtica, però a imitació de l'Assemblea de Catalunya. Havia estat precedida el 1973 de la Taula Democràtica d'Eivissa i Formentera. Era formada per les seccions locals del PCE, del Partido Socialista Popular, del Partit Carlí i de Comissions Obreres, juntament amb catòlics progressistes, dretans antifranquistes i alguns membres de la Unión Militar Democrática. Posteriorment formaria part de la Platajunta i es va dissoldre poc abans de les eleccions generals espanyoles de 1977.